# HD85662
HD85662 — хімічно пекулярна зоря спектрального класу A7, що має видиму зоряну величину в смузі V приблизно  8,5.
Вона  розташована на відстані близько 462,6 світлових років від Сонця.